# ميكيلي كاري
ميكيلي كاري (بالإنجليزية: Michele Carey)‏ هي ممثلة أمريكية، ولدت في 26 فبراير 1943 بأنابولس في الولايات المتحدة.

## أعمال

### أفلام
- (1966) إل دورادو

## وصلات خارجية
- ميكيلي كاري على موقع IMDb (الإنجليزية)
- ميكيلي كاري على موقع ألو سيني (الفرنسية)
- ميكيلي كاري على موقع أول موفي (الإنجليزية)
- ميكيلي كاري على موقع قاعدة بيانات الأفلام السويدية (السويدية)
- ميكيلي كاري على موقع إن إن دي بي (الإنجليزية)
- ميكيلي كاري على موقع قاعدة بيانات الفيلم (الإنجليزية)
- ميكيلي كاري على موقع كينوبويسك (الروسية)